# Béraut
Béraut település Franciaországban, Gers megyében. Lakosainak száma 296 fő (2022. január 1.). Béraut Caussens, Condom, Maignaut-Tauzia és Saint-Orens-Pouy-Petit községekkel határos.

## Népesség
A település népességének változása:
| Lakosok száma | 302  | 303  | 306  | 335  | 346  | 353  | 331  | 311  | 302  | 296  |
|               | 1968 | 1982 | 1990 | 2006 | 2013 | 2015 | 2017 | 2019 | 2020 | 2022 |